# اوشنچینه
اوشنچینه (به لهستانی:  Osięciny) یک روستا در لهستان است که در گمینا اوشنچینه واقع شده‌است. اوشنچینه ۲٬۷۰۰ نفر جمعیت دارد.